# Nagmachon
Il Nagmachon è un veicolo per il trasporto truppe in dotazione alle forze armate israeliane ricavato sfruttando lo scafo dei carri Centurion. Si tratta di una versione migliorata del NagmaSho't che a sua volta fu ricavato dai carri Sho't a partire dal 1970. Il veicolo è stato dotato di una spessa corazza in particolare nella parte inferiore in modo da resistere anche alla deflagrazione di una mina terrestre è può essere dotato di diverse dotazioni aggiuntive. Il mezzo può essere dotato di un ulteriore strato di corazze reattive per incrementare il livello di protezione specialmente contro gli RPG. 
Le prime versioni furono inoltre anche dotate di tre piastre in acciaio per proteggere il mitragliere in torretta ed il capocarro. Successivamente i mezzi furono dotati di apposite sovrastrutture che hanno incrementato notevolmente il livello di protezione. Tali modifiche risultarono particolarmente utili nel corso dell'ultima intifada e durante l'ultimo conflitto in Libano nel corso del 2006 quando le truppe israeliane furono ripetutamente esposte ad attacchi di guerriglieri. Molti Nagmachon vengono impiegati oltre che dal corpo corazzato israeliano anche dal genio militare israeliano.